# Roger Excoffon
Roger Excoffon fou un dissenyador gràfic, pintor, publicista i dissenyador de tipus tipogràfics francès, molt considerat per la seva enorme contribució en l'àmbit de la comunicació gràfica, tant a França com a nivell internacional.
Al llarg de la seva vida va destacar sobretot com a dissenyador gràfic i pintor, ja que va produir magnífics cartells durant els anys 60 i 70 per companyies franceses tan prestigioses com Air France, SNCF, BP o Dunlop. També fou admirat per la qualitat de les seves obres, creades dins la seva pròpia agència de publicitat U&O (1956) i després Excoffon Conseil (1971). Finalment, cal esmentar que es va convertir en una figura pública molt important i respectada, en adquirir un paper molt important en les reunions d'organismes francesos i internacionals on es debatien temes de disseny gràfic i publicitat.

## Orígens
Roger Excoffon va néixer el 7 de setembre de 1910 a Marsella. Nascut dins d'una família de magistrats, va començar a estudiar dret a la universitat Aix-en-Provence per suggeriment de la seva família, tot i que aviat es va adonar que aquesta no era la seva vocació.
Així, als 19 anys es va traslladar a París per començar estudis de pintura, art gràfic i inclús alguns cursos de filosofia de la Sorbona.
Poc després, el dinamisme i el moviment en les pintures de Georges Mathieu, Hans Hartung i sobretot les pintures “alegria de vivir” de Pierre Bonnard, als que admira profundament, l'inspiren en les seves primeres obres pictòriques i cal·ligràfiques.
En acabar la Segona Guerra Mundial (1945), Roger Excoffon va tornar a Marsella i es va incorporar a la Fonderie Olive, dirigit per Marcel de Olive.
Va ser promogut director d'art i es va convertir en el responsable de la promoció de les vendes de tipus de l'empresa, amb tant èxit que va descobrir el seu talent en l'àmbit de la publicitat.
Durant la mateixa època, va aprendre les tècniques bàsiques en l'art de la tipografia, per iniciar el disseny de tipus tipogràfics per Fonderie Olive.

## Tipògraf
Mesos més tard d'incorporar-se a Fonderie Olive, va oferir el seu primer tipus de lletra amb el nom de Chambord (1945). L'objectiu era competir amb el tipus Turena (Touraine), el més important de l'època, dissenyat per Cassandre per a la foneria Deberny & Peignot de París.
Aquest fet de competitivitat no va afectar en cap sentit, ja que poc després, Excoffon s'incorporaria a l'Associació Tipogràfica Internacional fundada per Charles Peignot. La segona lletra tipogràfica d'Excoffon (Fonderie Olive) fou més original que Chambord, denominada Banco (1951). Caracteritzada per l'absència de minúscules i pel seu estil “pintat a mà”. Els signes de Banco no responen a mètodes cal·ligràfics, de gravat o delineació, sinó al domini estricte de la pintura. Banco es va convertir en un gran èxit a França als anys 50 i va llançar la carrera d'Excoffon com a tipògraf.
Posteriorment, l'any 1953, Excoffon produeix la seva lletra tipogràfica obra mestra, anomenada Mistral (Fonderie Olive). Caracteritzada per ser informal, amb traços de vigoroses pinzellades i dissenyat a partir de l'escriptura autogràfica. L'objectiu principal d'Excoffon era aconseguir una major vivacitat en la tipografia francesa.
Arran d'aquest èxit, Excoffon (Fonderie Olive) va produir nombrosos tipus de lletra. Choc (1955), Diane (1956), Calypso (1958) i el seu tipus més extens amb característiques plenament tipogràfiques l'anomenada Antique Olive (1959-1969) i amb moltes variants.
L'Antique Olive es va convertir en un conjunt d'onze tipus de lletres, iniciades el 1959 amb l'Antique Olive Nord, que es va incorporar al nom de l'aerolínia Air France com a logotip.
Com que cap dels tipus de lletres en els que Excoffon havia treballat anteriorment per Fonderie Olive, estaven destinats per a ser utilitzats com a textos continus, Excoffon va veure en aquest tipus de lletra un mercat en creixement, va demanar ajut als seus col·laboradors i amics (discípuls), Gerard Blanchard i José Mendoza, als que havia contractat anys enrere (1954) per treballar en el marc de la creació de tipus de lletres utilitzables per a textos i establiment de publicitat. D'aquí van sorgir els onze tipus de lletres relacionades amb la sèrie Antique Olive: Antique Olive Nord (1959), Antique Olive Nord Italic (1960), Antique Olive Demi-Gras (1963), Antique Olive gras (1965), Antique Olive maigre (1966), Antique Olive italique (1966), Antique Olive étroit (1967), Antique Olive gras-étroit (1967), Antique Olive Compact (1968) i Antique Olive Romain (1969).

## Mostres tipogràfiques

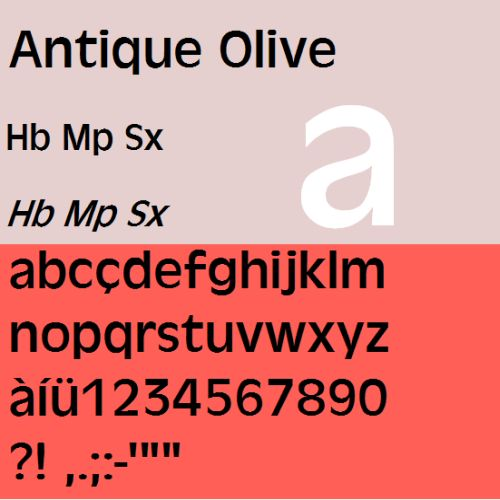
Sèrie Tipogràfica Antique Olive Anys 1959-1969

|  |  |

|  |  |  |

## Home de negocis
Paral·lelament a les seves activitats com a tipògraf, l'any 1956 Excoffon va co-fundar l'agència de publicitat U&O (Urbi et orbi) i el 1971 va crear Excoffon Conseil.
Tant l'agència de publicitat U&O com Excoffon Conseil van tenir gran èxit durant els anys 1960-1970, comptant amb clients tant prestigiosos com: Air France, Bally, Dunlop, Cambrigde, Editorial Larousse, BP, 3 Suisses, ... i institucions franceses com la Banque de France, l'oficina de Correus, Loteria nacionale o hisenda. També cal destacar que l'any 1968, Excoffon va realitzar els pictogrames dels Jocs Olímpics d'Hivern de 1968 a Grenoble. A mesura que la seva reputació anava creixent, es va implicar de forma molt activa en la participació de nombroses associacions franceses i internacionals interessades en les arts gràfiques, així com en la col·laboració de nombroses revistes com: Le Courrier Graphique, Typographica o Estétique Industrielle. Així, l'any 1967 fou president fundador de la UVPI (Union des Visualistes Publicitaires Indépendants) fins a l'any 1972. També va ser president del Syndicat national des graphistes publicitaires del 1965 fins a l'any 1970 i poc després de ser nomenat membre de Graphiste Alliance el 1961, va ser secretari general i vicepresident de la mateixa associació. Excoffon va estar vinculat a moltes associacions a més de les esmentades i a moltíssimes més empreses que van requerir el seu talent com a publicista i dissenyador, motiu pel qual no va tenir massa temps per dedicar-se a la seva gran passió, la pintura. Tot i així, l'any 1979, quatre anys abans de morir, va tenir una exposició de les seves pintures a Tolousse.
Finalment, Roger Excoffon va morir l'any 1983 a París.

## Línia de temps

Línia de temps de Roger Excoffon